# Apalus bimaculatus
Apalus bimaculatus là một loài bọ cánh cứng trong họ Meloidae. Loài này được Linnaeus miêu tả khoa học năm 1760.